# James Toseland
James Toseland (ur. 5 października 1980 w Kiveton Park) – angielski motocyklista, mistrz świata Superbike z 2004 jako jeździec Ducati oraz z 2007 jako jeździec Hondy. Od 1 września 2012 jest żonaty z Katie Meluą, piosenkarką gruzińskiego pochodzenia.
Toseland rozpoczął swoją karierę w Wielkiej Brytanii w serii Superteen i dominował w tej serii jako siedemnastolatek. Został wybrany przez Hondę, aby jeździł w serii Supersport w Wielkiej Brytanii, gdzie wygrał kilka wyścigów. Jeździł dla tej fabryki przez dwa lata.
W 2000 przeszedł do serii British Superbikes. W następnym roku przeszedł do Mistrzostw Świata w Superbikach i został partnerem Neila Hodgsona w zespole GSE w wieku 20 lat. W 2002 zajął siódme miejsce w klasyfikacji generalnej, by rok później zwyciężyć po raz pierwszy w karierze na torze Motorsport Arena Oschersleben i zająć trzecie miejsce w klasyfikacji generalnej. W 2004 zdobył swój pierwszy tytuł mistrza świata serii Superbike. Po sezonie 2004 przyszedł sezon 2005, w którym Toseland wygrał tylko jeden wyścig. Sezon kończy jako 4.
W 2006 Toseland przesiadł się na Hondę, zastępując w zespole Chrisa Vermeulena, i został partnerem Australijczyka Karla Muggeridga. Wygrał wyścig otwarcia w Katarze i ukończył sezon na drugim miejscu za Troyem Baylissem. 
W 2007 Toseland pozostał w zespole Ten Kate Honda pomimo oferty jazdy w zespole D'Antin w wyścigach MotoGP. Patrząc z perspektywy czasu, była to dobra decyzja - Toseland po raz drugi zostaje mistrzem świata. Brytyjczyk staje 14 razy na podium (z czego 8 razy na najwyższym stopniu) i wygrywa tytuł mistrza świata z przewagą 2 punktów nad drugim w klasyfikacji Noriyakim Hagą.
Od 2008 Toseland zmienił serię i przeniósł się do MotoGP, gdzie jeździ w zespole Yamaha Tech 3. Jego partnerem jest Amerykanin Colin Edwards.